# National University of Ireland Maynooth
National University of Ireland Maynooth är ett universitet i republiken Irland. Det ligger i den östra delen av landet, 24 km väster om huvudstaden Dublin. 